# سیارک ۱۱۷۰۹
سیارک ۱۱۷۰۹ (به انگلیسی: 11709 Eudoxos، نامگذاری:1998HF20) یازده هزار و هفتصد و نهمین سیارک کشف شده‌است که در ۲۷ آوریل ۱۹۹۸ کشف شد.
قدر مطلق سیارک برابر ۱۴٫۷۰ است.